# Manfred Murck
Manfred Murck (* 22. April 1949 in Willingen (Upland)) ist ein deutscher Soziologe. Von Mai 2011 bis Juli 2014 war er als Senatsdirektor der Leiter des Landesamtes für Verfassungsschutz der Freien und Hansestadt Hamburg und von Januar 2013 bis Juli 2014 Vorsitzender des Arbeitskreises IV „Verfassungsschutz“ der Ständigen Konferenz der Innenminister und -senatoren der Länder.

## Leben
Murck studierte Soziologie an der Johann Wolfgang Goethe-Universität Frankfurt am Main. 1980 promovierte er bei Karl Otto Hondrich in Frankfurt über die „Soziologie der öffentlichen Sicherheit – eine staatliche Aufgabe aus der Sicht der Bürger“. 1982 wechselte Murck als Hochschulassistent an den von Jürgen Friedrichs geleiteten Schwerpunkt Stadtforschung am Institut für Soziologie der Universität Hamburg; er war Lehrbeauftragter an den Universitäten Frankfurt, Hamburg und Münster.

## Laufbahn
1984 wechselte Murck zur Abteilung „Öffentliche Sicherheit“ der Behörde für Inneres und Sport der Freien und Hansestadt Hamburg. Von 1987 bis 1997 wurde er von dort als Fachbereichsleiter für Gesellschaftswissenschaften an die Polizei-Führungsakademie in Münster-Hiltrup (heute Deutsche Hochschule der Polizei) abgeordnet. Murck ging 1997 zurück nach Hamburg und wurde zunächst stellvertretender Leiter des Landesamtes für Verfassungsschutz.

## Amtsleiter Verfassungsschutz
Mehrere Attentäter der Anschläge  am 11. September 2001 in den USA hatten einige Zeit in Hamburg gelebt („Hamburger Terrorzelle“) und waren von den Sicherheitsbehörden nicht rechtzeitig entdeckt worden. Murck machte in den Folgejahren die Beobachtung des „Islamismus“ zu einem Schwerpunkt des Landesamtes. Er verteidigte die föderale Struktur des Verfassungsschutzes gegen Zentralisierungsbestrebungen des Bundesinnenministers. Diese Position vertrat er auch in der noch laufenden Diskussion über die Neuausrichtung des Verfassungsschutzes nach Bekanntwerden der rechtsextremistischen Terrorzelle Nationalsozialistischer Untergrund. Als Vorsitzender des Arbeitskreises IV der Innenministerkonferenz  betreute er die weitere Umsetzung der von den Innenministern, dem NSU-Untersuchungsausschuss des Bundestages und der Bund-Länder-Kommission Rechtsterrorismus geforderten Maßnahmen zur Reform des Verfassungsschutzes. Vor dem Hintergrund des Syrienkonflikts konstatierte Murck eine zunehmende Verfestigung der salafistischen Szene auch auf lokaler Ebene und in einzelnen Stadtteilen. Er forderte entsprechende behördenübergreifende Interventionskonzepte unter Einbeziehung der muslimischen Gemeinden.

## Publikationen
Murck veröffentlichte mehrere Bücher und eine Vielzahl von Buchbeiträgen und Artikeln zu allgemeinen sozialwissenschaftlichen Themen sowie insbesondere zu Fragen aus dem gesamten Spektrum der öffentlichen Sicherheit.
- Die Rolle der Landesbehörden für Verfassungsschutz bei der Zusammenarbeit der Nachrichtendienste in Europa, in: Jäger/Daun (Hrsg.), Geheimdienste in Europa, Transformation, Kooperation und Kontrolle, VS Verlag für Sozialwissenschaften, Wiesbaden 2009
- Handbuch für Führungskräfte der Polizei. Wissenschaft und Praxis, hrsg. mit M. Kniesel und E. Kube, Schmidt-Römhild, Lübeck 1996
- Immer dazwischen. Fremdenfeindliche Gewalt und die Rolle der Polizei, hrsg. mit H. P. Schmalzl und H.-M. Zimmermann, VDP, Hilden 1993
- Auf dem Weg zu einer europäischen Polizei. Rahmenbedingungen, Aufgaben und berufliches Selbstverständnis, hrsg. mit R. Morié und R. Schulte, Boorberg, Stuttgart 1992
- Soziologie der öffentlichen Sicherheit – eine staatliche Aufgabe aus der Sicht der Bürger, Campus, Frankfurt 1980
- Die Bürger. Bedürfnisse – Einstellungen – Verhalten, mit K. Arzberger und J. Schumacher, Königstein 1979